# Artūras Gudaitis
Artūras Gudaitis, né le 19 juin 1993 à Klaipėda, Lituanie, est un joueur lituanien de basket-ball. Il évolue aux postes d'ailier fort et de pivot.

## Biographie

### Début de carrière
Avant de commencer sa carrière professionnelle, Gudaitis joue en RKL avec le LLC Klaipèda durant une saison. Les deux saisons suivantes, il joue en NKL, et durant sa dernière saisons avec le BC Žalgiris-2 il remporte la médaille de bronze. Gudaitis est nommé comme le meilleur jeune joueur du championnat la même année.

### Carrière professionnelle
Le 6 août 2013, Gudaitis signe son premier contrat professionnel avec Žalgiris Kaunas pour deux ans et est introduit dans l'effectif principal du Žalgiris. Bien que souffrant d'une blessure au genou dans la première partie de la saison, il réalise un très bon match contre le Lokomotiv Kouban-Krasnodar en Euroligue en terminant avec 14 points et 6 rebonds. Gudaitis s'améliore beaucoup durant cette saison et il est le facteur X de la victoire de son équipe en demi-finale contre le Lietuvos rytas.
Durant la saison 2014-2015 de LKL, il réalise un poster dunk sur Artūras Jomantas et cette action est sélectionné comme la plus belle de la saison régulière.
Le 2 juillet 2015, il signe un contrat de deux années plus une avec le Lietuvos rytas.
Le 26 février 2015, Gudaitis annonce qu'il s'inscrit à la draft 2015 de la NBA. Le 25 juin 2015, il est sélectionné à la 47e position de la draft 2015 de la NBA par les 76ers de Philadelphie.
Le 10 juillet 2015, ses droits NBA sont transférés aux Kings de Sacramento avec les droits sur Luka Mitrović contre Nik Stauskas, Carl Landry, Jason Thompson, un futur premier tour de draft, le droit d'intervertir les premiers tours de 2016 et 2017.
En septembre 2017, Gudaitis rejoint l'Olimpia Milan. En février 2018, Gudaitis et Milan prolongent le contrat qui les lie jusqu'à la fin de la saison 2020-2021.
En juillet 2020, Gudaitis quitte Milan et s'engage pour deux saisons avec le Zénith Saint-Pétersbourg. En juin 2021, le contrat est prolongé jusqu'à la fin de la saison 2022-2023. Après l'invasion de l'Ukraine par la Russie en février 2022, Gudaitis quitte le Zénith. Il s'engage fin mars avec le Napoli Basket (en), club italien de première division.
Gudaitis rejoint le Panathinaïkos, club athénien qui participe à l'EuroLigue, pour la saison 2022-2023.

### Carrière internationale
Gudaitis joue pour la Lituanie lors du tournoi des U18 en Pologne en 2011. Son équipe termine 5e du tournoi et termine avec des moyennes de 11,3 points, 6,2 rebonds et 1,4 contre par match. En 2015, Gudaitis il fait partie de la liste des joueurs sélectionnées par Jonas Kazlauskas pour l'Eurobasket 2015.

## Palmarès

### Sélection nationale
- Champion de Lituanie : 2014, 2015
- Coupe de Lituanie : 2015, 2016
- Champion d'Italie : 2018